# Trapper Creek (Alaska)
Trapper Creek ist ein census-designated place (CDP) im Matanuska-Susitna Borough in Alaska in den Vereinigten Staaten. Seit 1990 ist Trapper Creek ein census-designated place. Trapper Creek liegt im Süden Alaskas an der Mündung des Chulitna River in den Susitna River. Das U.S. Census Bureau hat bei der Volkszählung 2020 eine Einwohnerzahl von 499 ermittelt.